# Saint-Cyr (Vienne)
Saint-Cyr è un comune francese di 1 033 abitanti situato nel dipartimento della Vienne nella regione della Nuova Aquitania. Dal 1º gennaio 2017 fa parte del nuovo comune di Beaumont Saint-Cyr.

## Società

### Evoluzione demografica
Abitanti censiti